# Кадзита, Такааки
Такааки Кадзита (яп. 梶田 隆章 Кадзита Такааки, род. 1959) — японский физик.
Лауреат Нобелевской премии по физике 2015 года, вместе с Артуром Макдональдом, — за открытие нейтринных осцилляций.
Профессор Токийского университета и директор Института изучения космических лучей (ICRR). Член Японской академии наук (2019), иностранный член Российской академии наук (2019).

## Карьера
Окончил Сайтамский университет в 1981 году. В 1986 году получил докторскую степень в Токийском университете. С 1988 года работал в Институте изучения космических лучей (ICRR) при Токийском университете, где в 1992 году получил должность адъюнкт-профессора, а в 1999 — полного профессора. В том же 1999 году занял пост директора Центра космических нейтрино в ICRR. По состоянию на 2015 год Такааки Кадзита работает в Физико-математический институт им. Кавли (Kavli IPMU) при Токийском университете и является директором Института изучения космических лучей (ICRR).
В 1988 году эксперимент Камиоканде обнаружил дефицит мюонных нейтрино в числе атмосферных нейтрино, получивший название «аномалии атмосферных нейтрино». В 1998 году результаты эксперимента Супер-Камиоканде, в котором Такааки Кадзита также принимал участие, стали подтверждением существования нейтринных осцилляций.

## Награды и отличия
- 1987 — Премия Асахи (в составе коллектива эксперимента Камиоканде)
- 1989 — Премия Бруно Росси от Американского астрономического общества (в составе коллектива эксперимента Камиоканде)
- 1998 — Премия Асахи (в составе коллектива эксперимента Супер-Камиоканде)
- 1999 — Мемориальная премия Нисины[яп.]
- 2002 — Премия Панофского[англ.] от Американского физического общества (совместно с Масатоси Косибой и Ёдзи Тоцукой)[8]
- 2012 — Премия Японской академии наук
- 2013 — Премия Юлиуса Весса от Технологического института Карлсруэ[9]
- 2015 — Заслуженный деятель культуры[англ.]
- 2015 — Орден Культуры
- 2015 — Нобелевская премия по физике (совместно с Артуром Макдональдом)[10]
- 2016 — Премия по фундаментальной физике
- 2016 — Премия газеты «Тюнити»[яп.]
- 2016 — «Учёный года», фонд Гарварда[11]